# AWAL
AWAL è un'etichetta discografica britannica, con sede a Londra, nel Regno Unito. Nel dicembre 2011, AWAL è stata acquisita da Kobalt Music trasformandosi così nella casa discografica di quest'ultima. La società costituisce un'alternativa al tradizionale accordo con le etichette musicali, offrendo strutture di accordi agli artisti e alle etichette indipendenti senza rinunciare alla proprietà o al controllo. A febbraio del 2021, AWAL è stata acquistata da Sony Music.

## Storia
Nel dicembre 2011, AWAL è stata acquisita da Kobalt Music Group e ha operato come braccio di distribuzione di musica digitale dell'azienda. La AWAL è stata originariamente fondata nel 1997 dai produttori discografici Kevin Bacon e Jonathan Quarmby.
Nel gennaio 2018, Lonny Olinick è stato nominato CEO della divisione discografica di Kobalt. Entro marzo 2018, Kobalt ha annunciato che stava investendo 150 milioni di dollari su AWAL e che tutte le attività di registrazione di Kobalt sarebbero state combinate con il marchio AWAL. Nel giugno 2018, AWAL ha acquisito In2une Music, che offre promozione radiofonica multiformato a etichette e artisti indipendenti. Nel novembre 2018, AWAL ha annunciato una partnership strategica con l'etichetta indipendente Glassnote Records. Altri annunci importanti della compagnia includono artisti come You Me At Six, Now United, Austin Burke, Deadmau5, Little Simz, The Night Cafe, Kevin Garrett, Gabrielle Aplin, Gus Dapperton e Ella Vos.
Nel novembre 2018, AWAL è stata nominata ai Digital Power Players di Billboard del 2018, nella lista dei gruppi di musica.
AWAL ha uffici a Londra, New York, Los Angeles, Atlanta, Berlino, Hong Kong, Miami, Nashville, Stoccolma e Sydney. Nel dicembre 2018, AWAL ha annunciato l'apertura di un ufficio a Toronto.

## Artisti
- Finneas
- Betty Who
- Pritam Mandal[20]
- Kim Petras
- Neneh Cherry
- Bladee
- Bonesteel[21]
- deadmau5
- Disclosure
- Rex Orange County
- Gabrielle Aplin
- Die Antwoord
- Everything Everything[22]
- Kira Kosarin
- Fran Mahema|
- Lauv
- Lil Peep
- Lisa Heller
- Jesse McCartney
- Moby
- Nick Cave and the Bad Seeds[23]
- Todd Terje
- Thom Yorke[24]
- Tom Misch
- Bruno Major
- Now United[25]
- R3hab
- JPEGMAFIA
- Laura Marling
- Vérité
- The Wombats
- The Night Café
- De la Soul
- The Kooks
- Claudia Alende
- Frank Carter & The Rattlesnakes
- Madison Beer
- Joshua Morata[26]
- Little Simz
- Luigi Grosu
- You Me at Six
- Naked Eyes
- Girl in Red
- Corrupt Colour
- Gus Dapperton
- Shandell Crutchfield
- Greyson Chance
- Aly & AJ
- Who to Blame
- Jordan Mackampa
- Katelyn Tarver
- William Bishop
- The Aubreys[27]
- Daði Freyr
- Ethel Cain
- Lovejoy